# Vieille-Église
Vieille-Église là một xã ở tỉnh Pas-de-Calais, vùng Hauts-de-France của Pháp.

## Địa lý
Vieille-Église có cự ly 9 dặm Anh (15 km) về phía đông Calais, tại giao lộ các đường D229 và D255.

## Dân số
| 1962                                                         | 1968 | 1975 | 1982 | 1990 | 1999 | 2006 |
| ------------------------------------------------------------ | ---- | ---- | ---- | ---- | ---- | ---- |
| 902                                                          | 940  | 980  | 1003 | 968  | 1139 | 1241 |
| Số liệu điều tra dân số từ năm 1962: Dân số không tính trùng |      |      |      |      |      |      |

## Địa điểm nổi bật
- Nhà thờ Saint Omer, thế kỷ 19.